# Hydraulisk övergångszon I
Övergångszon I i Moody-diagrammet är ett strömningstillstånd som flödesmässigt ligger mellan det laminära området och hydraulisk glatt. Denna övergångszon kännetecknas i de flesta fall av att Reynolds tal är ca 2000-4000. I denna övergångszon är fluidens strömningstillstånd osäkert och kan snabbt växla mellan laminärt flöde och turbulent flöde. Således blir det mycket vanskligt att göra några som helst teoretiska flödesberäkningar i övergångszon I, om man inte säkert vet exakt vilket strömningstillstånd som för tillfället gäller i den aktuella fluiden.

## Två kritiska värden på Reynolds tal
Strikt sett definieras övergångszon I av två kritiska värden på Reynolds tal. Dels är det lägsta värdet på Reynolds tal där turbulenta flöden överhuvudtaget kan tänkas förekomma, s.k. undre kritiskt värde (Rek,u). Dels är det högsta värdet på Reynolds tal där laminärt flöde kan tänkas förekomma, s.k. övre kritiskt värde (Rek.ö).

### Det övre kritiska värdet på Reynolds tal
Det övre kritiska värdet på Reynolds tal (Rek.ö) är i praktiken okänt. Osborne Reynolds angav själv att det borde ligga i intervallet 12000 < Rek.ö < 14000. Senare forskning har dock visat att värdet blir i hög grad beroende av (1) graden av stillhet hos fluiden vid inledningen av experimentet, (2) rörinloppets utformning och (3) rörets skrovlighet. 
De erhållna experimentella värdena på det övre kritiska reynoldstalet har sällan någon praktisk betydelse, men erfarenhetsmässigt brukar det sättas till 2700 < Rek.ö < 4000. 

### Det undre kritiska värdet på Reynolds tal
Det undre kritiska värdet på Reynolds tal (Rek.u) har däremot en avsevärd praktisk betydelse. För alla lägre värden på Reynolds tal innebär ju att alla tendenser till turbulens undertrycks av fluidens viskositet och därmed blir alltid strömningstillståndet laminärt. 
Många experiment tyder på att det undre kritiska värdet på Reynolds tal (Rek.u) ligger runt 2000. Detta värde varierar dock en hel del beroende på avgränsningsytornas geometriska konfiguration, vilket klart framgår av nedanstående tabell.
| Rörtyp                                          | Rek,u |
| ----------------------------------------------- | ----- |
| Mycket släta rör                                | 2320  |
| Normalskrovliga rör                             | 2000  |
| Tegel och betong                                | 1200  |
| Mellan raka kanter (bredden som längdparameter) | 1000  |
| Öpen kanal (vattendjupet som längdparameter)    | 500   |